# Sara Baras

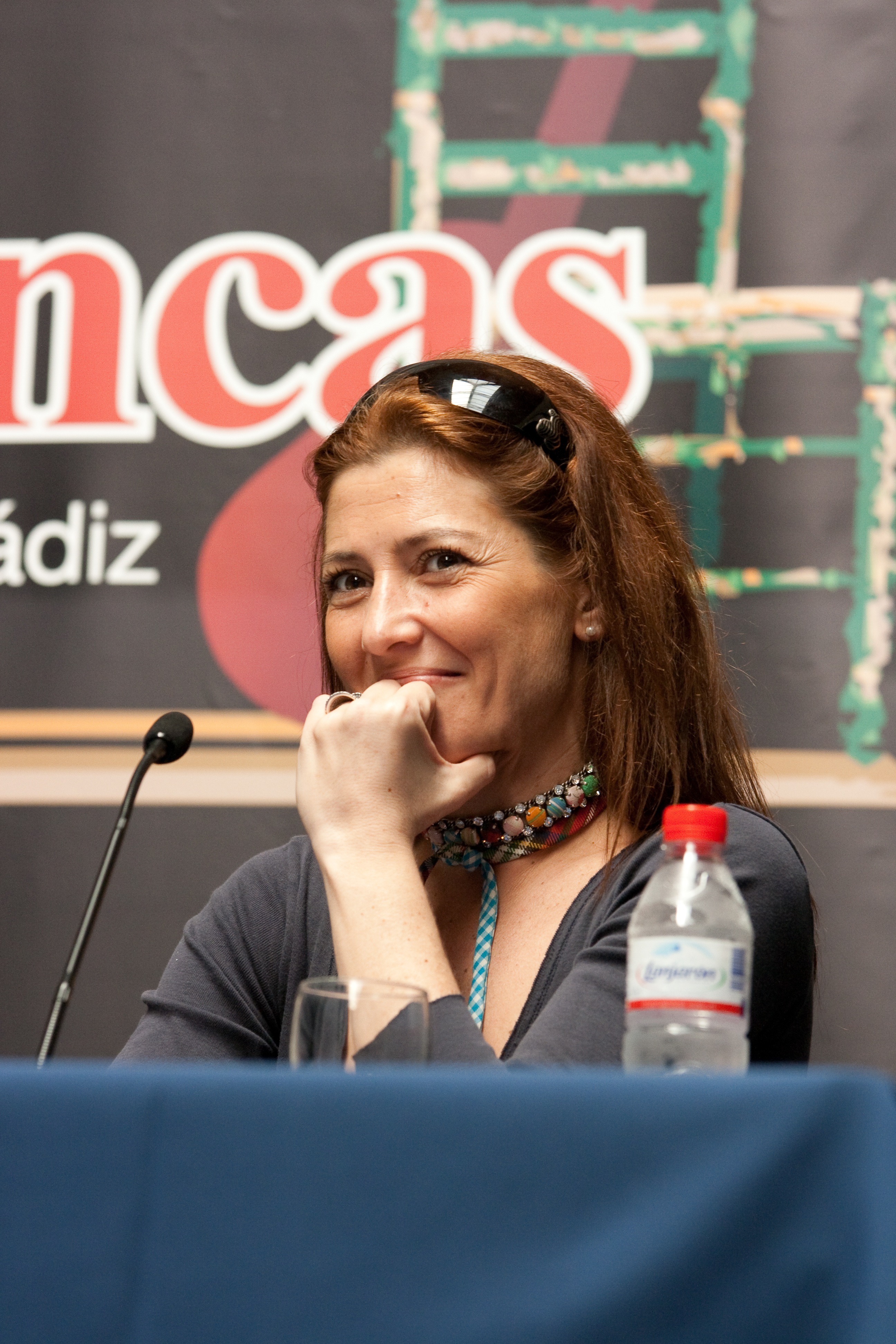
Sara Baras (2010)

Sara Pereyra Baras (* 25. April 1971 in Cádiz) ist eine spanische Flamencotänzerin. Ihre Mutter Concha Baras, die eine eigene Tanzschule betrieb, brachte ihr den Flamenco bei.

## Leben
Als sie 1989 begann, mit dem Gitarristen Manuel Morao zusammenzuarbeiten, erreichte sie schnell einen guten Ruf. 1991 spielte sie im Patio des Casa de Pilatos in Sevilla eine Tanzszene für Mission: Impossible II ein. Sie arbeitete mit Javier Barón, und Merche Esmeralda ließ sie in ihrer Show Mujeres auftreten. Sie arbeitete mit Antonio Canales und mit El Güito. Sie tanzte zur Begleitung von Manuel Morao auf der  Expo in Sevilla im Jahr 1992 und später in New York. Als Solo-Tänzerin nahm sie an mehreren Tributes für Camarón de la Isla teil. Als Model trat sie in Shows von Amaya Arzuaga auf der London Fashion Week und für Francis Montesinos in Madrid und Lissabon auf.
Sie erhielt mehrere Auszeichnungen, darunter den Madroño Flamenco de Montellano (Sevilla) im Jahr 1993. Im Jahr 1997 gründete sie ihre eigene Compañía, mit der sie das Festival Nacional de Cante de las Minas in La Unión abschließen durfte. Sensaciones (1998) und Sueños (1999) gehören zu den bekanntesten Shows ihrer Compañía. Im Jahr 1998 präsentierte sie das Programm Algo más que flamenco auf TVE. 1999 erhielt sie den Preis für die beste Choreografie, 2001 und 2003 für die beste Tanzperformerin Spaniens.